# Mistrzostwa Rumunii w rugby union (1929)
Mistrzostwa Rumunii w rugby union 1929 – czternaste mistrzostwa Rumunii w rugby union.
Drugie w historii klubu mistrzostwo zdobyła drużyna CS Sportul Studențesc București w decydującym meczu pokonując AP Stadiul Român București 9-0.